# Vladimir Bechterev

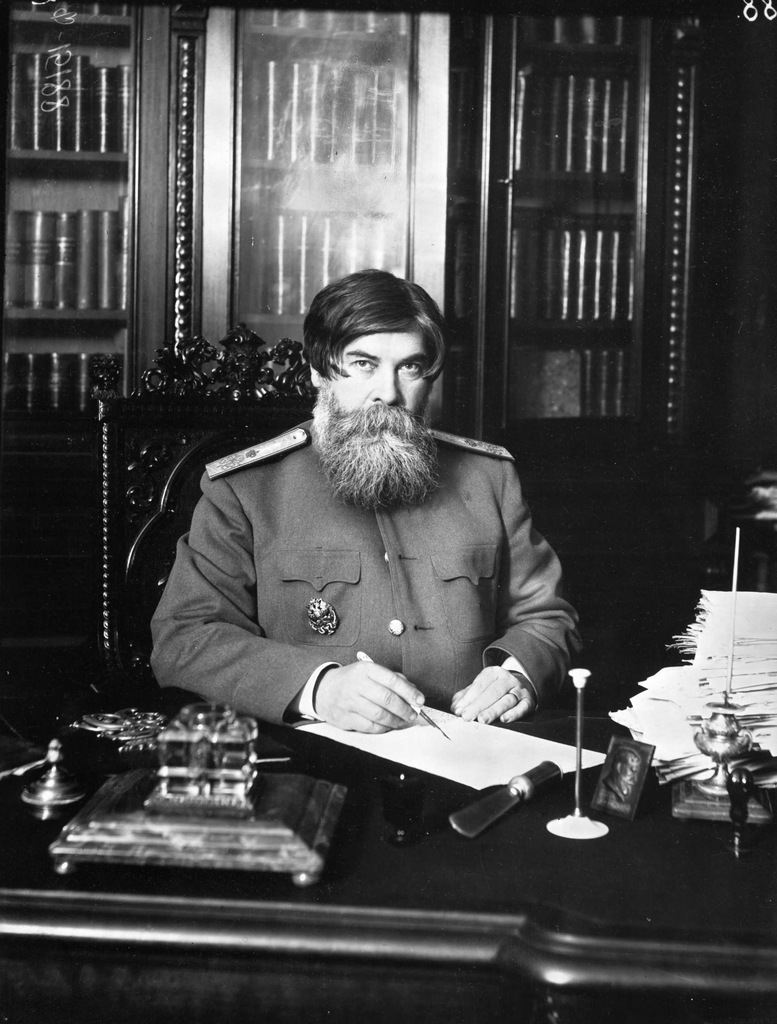
Vladimir Bechterev, foto Karl Boella

Vladimir Michajlovitsj Bechterev (Russisch: Влади́мир Миха́йлович Бе́хтерев) (Sorali, 20 januari 1857 – Moskou, 24 december 1927) was een Russisch neuroloog en psychiater. Hij was een tijdgenoot van Pavlov, met wie hij meningsverschillen had.
Bechterev (vroeger getranslitereerd als Bechterew) werd geboren in het gouvernement Vjatka in Rusland. In 1878 studeerde hij aan de Militaire Medische Academie in Sint-Petersburg en werd daar assistent van de psychiater Merzjejevski. In 1881 studeerde Bechterev daar ook af en werd vervolgens arts aan de Medische en Chirurgische Academie in Sint-Petersburg.
In 1884 verbleef hij in Leipzig en Parijs en werkte samen met Paul Flechsig, Jean-Martin Charcot en Wilhelm Wundt. In 1885 werd hij hoogleraar in de psychiatrie aan de Universiteit van Kazan. Hij volgde in 1893 Merzjejevski op aan de Militaire Medische Academie.
Hij richtte het Psychoneurologisch Instituut in Sint-Petersburg op waar hij werkzaam was van 1913 tot 1918. Van 1918 tot 1927 werkte hij op het Hersenonderzoeksinstituut in Sint-Petersburg.
De ziekte van Bechterew werd naar hem vernoemd, evenals de reflex van Mendel-Bechterew. Zijn meeste bijdragen liggen echter op het gebied van de neurologie.
Vladimir Bechterev overleed in 1927 in Moskou. Er wordt wel gedacht dat Bechterev is vermoord door Jozef Stalin. Als beroemdste Russische psychiater van zijn tijd was hij bij Stalin ontboden, die veel depressieve klachten had in het beloop van de machtsstrijd na het overlijden van Lenin. Bechterev, bekend om het feit dat hij geen blad voor de mond nam, stelde bij Stalin de diagnose paranoïde persoonlijkheid. Enige tijd later overleed hij vrij onverwacht; in de periode daarvoor was hij nog voorzitter geweest van een medisch congres en maakte een gezonde indruk. Edvard Radzinski schreef hierover in 1996:
“Toen de beroemde medicus Vladimir Michaïlovitsj Bechterev in 1927 werd gevraagd om Stalin te onderzoeken omdat de Grote Baas last had van zijn arm, stelde hij vergevorderde achtervolgingswaanzin vast en adviseerde hij onmiddellijke pensionering. Kort daarna was Moskou getuige van de begrafenis van de eminente wetenschapper.”